# Urodon
Urodon es un género de plantas con flores con dos especies perteneciente a la familia Fabaceae.

## Especies
- Urodon capitatus
- Urodon dasyphyllus